# Pa de pagès català

Logotip IGP Pa de Pagès Català

El Pa de Pagès Català és un pa de pagès elaborat a Catalunya certificat amb una indicació geogràfica protegida des de l'any 2013. Es defineix com un pa tradicional, rodó, de crosta cruixent, molla tendra i alveolat gran, on com a mínim el format es realitza de forma manual. Tot el procés es realitza seguint una elaboració tradicional, amb fermentacions lentes, coent sempre les masses en forns de solera refractària.
Visualment, és un pa rodó girat, d'imatge rústica. La molla és d'alveolat gran i irregular. És del mateix color blanc que la farina que s'utilitza i, roman tendre en el temps. La crosta és gruixuda i cruixent, de color torrat amb cert clivellat resultat de l'obertura en el moment de la cocció.
Organolèpticament és un pa de gran aroma i sabor, amb certa acidesa que manté la sensació de frescor i una textura agradable passades 8-9 hores de la cocció.
La Federació Catalana d'Associacions de Gremis de Flequers impulsà, l'octubre de 2010, la creació de la Indicació Geogràfica Protegida pa de pagès català. El 20 de febrer de 2013 la Comissió Europea publicà un reglament mitjançant el que declarava la inclusió del Pa de pagès català a la llista d'indicacions geogràfiques protegides, en la categoria 2.4 de productes agrícoles o d'alimentació, que correspon a pans, pastes, pastissos, dolços i d'altres productes de fleca. El reglament aprovat havia estat registrat a sol·licitud de l'estat espanyol l'any anterior. Aquesta reglamentació difereix d'alguns pans rodons comercialitzats fonamentalment pel procés de fermentació i per la seva elaboració que li confereix unes propietats organolèptiques pròpies. En el comerç on es ven aquest pa ha d'estar clarament identificat, i en el moment de la venda s'ha d'entregar als consumidors en bosses amb el logotip identificatiu propi de la IGP.

## Procés d'elaboració
L'amassat o pastat del pa de pagès català pot ser manual o mecànic. El temps de pastat varia en funció del tipus d'amassadora emprada i estarà comprès entre 20 i 30 min. En un primer moment es barregen els ingredients a velocitat lenta durant uns minuts, i després s'acaba el pastat a velocitat superior, el temps necessari sense castigar la massa. La temperatura de la massa al final del pastat estarà compresa entre els 22 °C i els 28 °C, per a assegurar la correcta fermentació posterior.
Després del pastat, la massa es podrà deixar reposar en bloc, mínim durant 15 min. El saber fer del forner en aquesta etapa és rellevant per al desenvolupament de les aromes del pa. A més, el repòs en massa afavoreix l'enfortiment de la xarxa proteica desenvolupada durant el pastat i influeix en la manejabilitat de la massa.
A continuació, es procedeix a la divisió en peces individualitzades de la massa. Aquesta tasca pot fer-se de forma manual o mecànica. Les peces són de pes uniforme. El bolejat pot ser tant manual com mecànic. Essent les peces el més uniformes possible.
El repòs en bola té lloc en condicions ambientals, a sobre de fusta, roba o safates de fleca. Es deixen reposar les boles un temps mínim de 15 minuts.
El format es fa premsant la massa en el que es coneix com “funyit”, fins a donar-li forma de bola de manera que els plecs de la massa quedin finalment en la part de sota la peça, podent-se fer dues petites esquerdes en alguns casos per a evitar l'aparició de bombolles en l'interior de la peça. Tots els formats acollits a la protecció són el resultat d'un format manual, no podent ser realitzat de forma mecanitzada en cap cas.
Una vegada formada la peça, s'ha de deixar fermentar de manera contínua, durant un mínim de 3 hores. La fermentació tindrà lloc en superfície de fusta, tela o en safates de fleca, en cambres de fermentació controlada o bé en les condicions de temperatura i humitat de l'obrador.
Es pot coure únicament en forns en els quals la difusió de la calor es faci per conducció a través d'un sòl de material refractari i es courà entre 180 i 230 °C. L'addició de vapor s'utilitza d'acord amb el saber fer del corner, essent un element important en l'aspecte visual final de la crosta.
En treure'l del forn, una vegada cuit el pa es deixa refredar a temperatura i humitat ambient. Aquesta operació es realitza en recipients suficientment ventilats, segons les bones pràctiques d'higiene i durant el temps adequat.